# Hippolyte Sinet
Pour les articles homonymes, voir Sinet.
Louis René Hippolyte Sinet, signe ses œuvres "H. Sinet", né à Péronne, Somme , le 27 février 1835 - décédé à Agimont, province de Namur, Belgique, le 20 février 1920), peintre français.

## Biographie
Il est le fils de Jacques Hypolite Sinet 1790-1870 receveur des contributions indirectes et de Marie Louise Marthe Sauvage 1799- mariés le 30 avril 1825, Avesnes-sur-Helpe, Nord.
Il a résidé à Paris, 19 rue de Sèvres, 6e.
Il fut l'élève de Thomas Couture (1815-1879) et de François Victor Éloi Biennourry (1823-1893).
Il s'est marié une première fois à Paris, 10e arrondissement, le 24 janvier 1859 avec Marie Louise Caillouet 1834- (fille du sculpteur-statuaire Louis-Denis Caillouette ou Caillouët, Paris le 9 mai 1790 - Paris le 8 février 1868), dont il eut quatre fils nés dans sa villa qu'il fit construire à Villennes-sur-Seine "Le Val Sinet", Yvelines, et tous artistes peintres :
- Louis Hippolyte Étienne Sinet, ° 3 septembre 1860 - † Paris, 6e, le 4 novembre 1907, professeur de dessin d'art de la ville de Paris, marié le 1er mai 1899, Paris, 6e, Ile de France, France, avec Marguerite DELANGLE 1865-1948
- Ferdinand né Louis René Ferdinand Sinet, ° 15 mai 1862, † à Cannes (Alpes-Maritimes) le 15 septembre 1947, peintre[4], marié le 21 mai 1912, Cannes, avec Élise Antoinette Baussy 1866-1950.
- André né Louis Hippolyte André Sinet ° 19 février 1867 - † 1938 , peintre, marié trois fois : 
  - marié le 3 novembre 1894 à Saint-Gratien, Val d'Oise, avec Marie Augustine Emilie Lecuyer 1866-1949, divorcés.
  - marié le 20 mars 1905 à Monaco, avec Andrée Léonie Alexandrine Barbe 1865- , divorcés.
  - marié le 7 septembre 1910 à Caen, Calvados, Normandie, France, avec Henriette Laëtitia Barton 1870- .
- Édouard né Louis Hippolyte Édouard Sinet, ° 13 novembre 1871 - † Aix-en-Provence, Bouches-du-Rhône le 21 avril 1940, marié avec xx Carnaud.

Puis s'est marié une seconde fois à Bruxelles le 19 juillet 1892 avec Jeanne Doussot 1860-

## Œuvres connues[5]
- Vieille femme à la couture, 1857[6]
- Le lever, 1866 ;
- L'heure de la soupe, 1867 ;
- La maîtresse d'école, 1868 ;
- Portrait, 1869 ;
- Une partie de piquet, 1870 ;
- Portrait de Mme X, 1872 ;
- Chez la grand'mère, 1873 ;
- Le repos après les vendanges, 1874 ;
- Portrait de Mme X, 1875 ;
- Intérieur d'atelier, 1876 ;
- La gazette du matin, 1877 ;
- Intérieur de l'hôtel du Heaume, quartier des Halles, 1878 ;
- La réussite, 1879 ;
- Fruits, 1889 ;
- L'enfant et le miroir ;
- Villégiature ;
- Boucherie de campagne ;
- La grand'mère ;
- Le premier né ;
- Le vieux pressoir ;
- Portrait de Mme veuve S. ;
- Une liseuse ;
- Un peintre ;
- Un fumeur ;
- Le singe dessinateur ;
- L'échaudoir ;
- Homme lisant un livre[6]

## Expositions
- Salon des artistes français[4] à partir de 1859.

## Élèves
- Julie Dupont, peintre, née à Pontoise[7].